# Czornomorśkyj Sudobudiwnyj Zawod
Czornomorśkyj Sudobudiwnyj Zawod (ukr. Чорноморський суднобудівний завод, ros. Черноморский судостроительный завод Czernomorskij sudostroitielnyj zawod) – największa ukraińska stocznia, założona w 1897 roku w Mikołajowie w południowej Ukrainie. 
Stocznia powstała na bazie otwartego w 1897 zakładu "Nawal" (Наваль), z którym połączono w 1908 Zakład Czarnomorski (Czernomorskij Zawod, Черноморский завод), otwarty w 1896. W 1919 została znacjonalizowana i w listopadzie 1922 zmieniła nazwę na Nikołajewskie Połączone Zakłady Państwowe im. André Marty (Николаевские объединенные государственные заводы им. Андре Марти). Nosiła wówczas numer zakładu 198. Następnie stocznia zmieniła nazwę na Czernomorskij Sudostroitielnyj Zawod (Черноморский судостроительный завод).  W oznaczonej w czasach ZSRR numerem 444 stoczni, powstała znaczna część radzieckich jednostek wojennych, w tym niemal wszystkie największe okręty nawodne tego państwa, w tym krążowniki lotnicze projektu 1143 (Kijew).
Po 1991 nosi ukraińsku nazwę Czornomorśkyj Sudnobudiwnyj Zawod (ukr. Чорноморський суднобудівний завод).